# Cocoyea Village
Cocoyea Village es una villa de Trinidad y Tobago, que forma parte de la ciudad de San Fernando.

## Geografía
La villa abarca parte de la isla Trinidad y limita al norte con Tarouba, al sur con Pleasantville, al este con Palmyra, St. Clements y Corinth (las tres localidades pertenecientes a la región de Princes Town)  y al oeste con St. Joseph Village y Mon Repos.

## Demografía
Datos demográficos de la villa de Cocoyea Village:
| Gráfica de evolución demográfica de Cocoyea Village entre 2000 y 2011 |
|                                                                       |